# Parábola do Mordomo Infiel

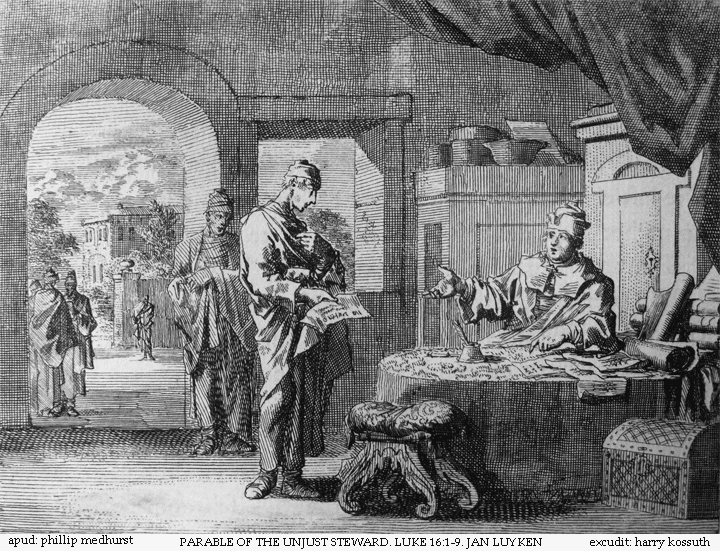
Jan Luyken gravura da parábola, Bowyer Bible.

A Parábola do Mordomo Infiel (também chamada de Parábola do Mordomo Injusto ou Parábola do Administrador Infiel) é uma parábola de Jesus que aparece em apenas um dos evangelhos canônicos. De acordo com Lucas 16:1–13, um mordomo que está prestes a ser demitido grangeia favor com devedores do seu senhor, perdoando algumas de suas dívidas.

## Narrativa bíblica
| “ | «Disse Jesus também aos discípulos: Havia um homem rico, que tinha um administrador; e este lhe foi denunciado como esbanjador dos seus bens. Chamou-o e perguntou-lhe: Que é isto que ouço dizer de ti? Dá conta da tua administração; pois já não podes mais ser meu administrador. Disse o administrador consigo: Que hei de fazer, já que o meu amo me tira a administração? Não tenho forças para cavar, de mendigar tenho vergonha. Eu sei o que hei de fazer para que, quando for despedido do meu emprego, me recebam em suas casas. Tendo chamado cada um dos devedores do seu amo, perguntou ao primeiro: Quanto deves ao meu amo? Respondeu ele: Cem cados de azeite. Disse-lhe, então: Toma a tua conta, senta-te depressa e escreve cinqüenta. Depois perguntou a outro: E tu quanto deves? Respondeu ele: Cem coros de trigo. Disse-lhe: Toma a tua conta e escreve oitenta. O amo louvou ao administrador iníquo por haver procedido sabiamente; porque os filhos deste mundo são mais sábios para com a sua geração do que os filhos da luz. Eu vos digo: Granjeai amigos com as riquezas da iniquidade, para que, quando estas vos faltarem, vos recebam eles nos tabernáculos eternos. Quem é fiel no pouco, também é fiel no muito; e quem é injusto no pouco, também é injusto no muito. Se, pois, não fostes fiéis nas riquezas injustas, quem vos confiará as verdadeiras? Se não fostes fiéis no alheio, quem vos dará o que é nosso? Nenhum servo pode servir a dois senhores; porque ou há de aborrecer a um e amar ao outro, ou há de unir-se a um e desprezar ao outro. Não podeis servir a Deus e as riquezas.» (Lucas 16:1–13) | ” |

## Interpretação
A parábola tem causado desentendimento, uma vez que Jesus parece estar elogiando o comportamento desonesto. Esta questão é abordada, por vezes, ao sugerindo-se que o gerente estaria abrindo mão de uma comissão devida a ele, como é sustentado por J. Duncam e pela Bíblia de Jerusalém. Porém, essa explicação "não é plausível", segundo Joel B. Green. No entanto, embora o comandante tenha "uma certa admiração" na esperteza do mordomo, Jesus chama o gerente de "desonesto". Contudo, poucos comentaristas bíblicos se utilizam destes artifícios, pois o "mestre" é geralmente uma metáfora para Deus e ficaria sim uma impressão de que, na parábola, a conduta do mordomo contaria com a aprovação divina (do "mestre").
O gerente da parábola é, provavelmente, um escravo ou liberto atuando como agente de seu mestre em assuntos de negócios. Como representante de seu mestre, os acordos que assina com os devedores são, portanto, obrigatórios.
A parábola compartilha o tema com outras passagens onde "Jesus aconselha a alienação de bens (e da hospitalidade) em nome dos pobres com o entendimento de que, ainda que as riquezas desapareçam, o tesouro eterno terá sido garantido". Quando a morte chega, "o poder que temos de fazer o bem com o nosso dinheiro desaparece, por isso devemos fazer o bem com ele quando vivos" para que os amigos que fizemos na terra estejam esperando por nós no céu. Esta interpretação foi também defendida por escritores da igreja primitiva, como Astério de Amasia:
| “ | Quando, portanto, qualquer um antecipando o seu fim e sua remoção para outro mundo, diminui a carga de seus pecados através de boas ações, seja cancelando as obrigações de devedores ou doando aos pobres com abundância, dando o que pertence ao Senhor, ele ganha muitos amigos, que irão atestar a sua bondade perante o Juiz e assegurar-lhe, pelo seu testemunho, um lugar de felicidade | ” |
|   | — Astério de Amasia, Sermão 2: O Mordomo Infiel. |   |

O reformador inglês William Tyndale teve o cuidado de enfatizar a consistência dessa parábola com a doutrina da justificação pela fé, escrevendo um livro sobre a parábola chamado "A Parábola do Mordomo Infiel" (1528) com base numa exposição de Martinho Lutero. Tyndale viu "boas obras" como o resultado da fé e também apontou que o mordomo não foi elogiado por Jesus por sua conduta, mas foi apenas utilizado como um exemplo de sabedoria e diligência, de modo que "nós, com justiça, devamos ser tão diligentes para prover às nossas almas como ele foi, com injustiça, ao prover para o seu corpo".
O teólogo anglicano J.C. Ryle, escrevendo em 1859, rejeitou uma série de interpretações alegóricas da parábola e deu uma interpretação semelhante à de Tyndale:
| “ | Vamos batalhar pelas gloriosas doutrinas da salvação pela graça e justificação pela fé. Mas não nos permitamos jamais supor que verdadeiras sanções religiosas brinquem com as leis. Nunca nos esqueçamos, por um momento que seja, que a verdadeira fé será sempre conhecida por seus frutos. Podemos estar muito certos de que onde não há honestidade, não há graça. | ” |
|   | — J. C. Ryle, Expository thoughts on the Gospels. |   |

A Bíblia do Peregrino, que denomina essa Parábola como "Parábola do administrador", tece comentários por meio de uma nota de rodapé, na qual observa que:
1. o fato da parábola intrigar o leitor é saudável;
2. rejeita a interpretação que sutenta que o percentual perdoado pertenceria ao administrador;
3. os bens foram confiados a nós por Deus para administrarmos;
4. para que nossas injustiças sejam perdoadas, podemos fazer o bem a outros mais necessitados (cf. Provérbios 19:17);
5. a prudência cristã é paradoxal, pois parece insensata aos olhos do mundo.

A Tradução Ecumênica da Bíblia, que denomina essa Parábola como "Parábola do gerente astuto", tece comentários por meio de uma nota de rodapé, na qual observa que:
1. essa parábola costuma trazer dificuldades de interpretação, pois Jesus parece enaltecer o exemplo de um espertalhão;
2. trata-se de situação que traz perplexidade semelhante àquela que se vem a partir da leitura de Lucas 18:1–8, na qual a atitude de Deus é comparada com a atitude de um juiz sem justiça, ou da leitura de Mateus 10:16, na qual Jesus convida os discípulos a terem atitudes semelhantes às das serpentes;
3. o gerente serve de exemplo em decorrência de sua habilidade;
4. por meio dessa parábola, Jesus convida os discípulos a serem tão hábeis no serviço do Reino de Deus quanto os espertalhões desse mundo em seus negócios escusos.